# Periszkop (folyóirat)

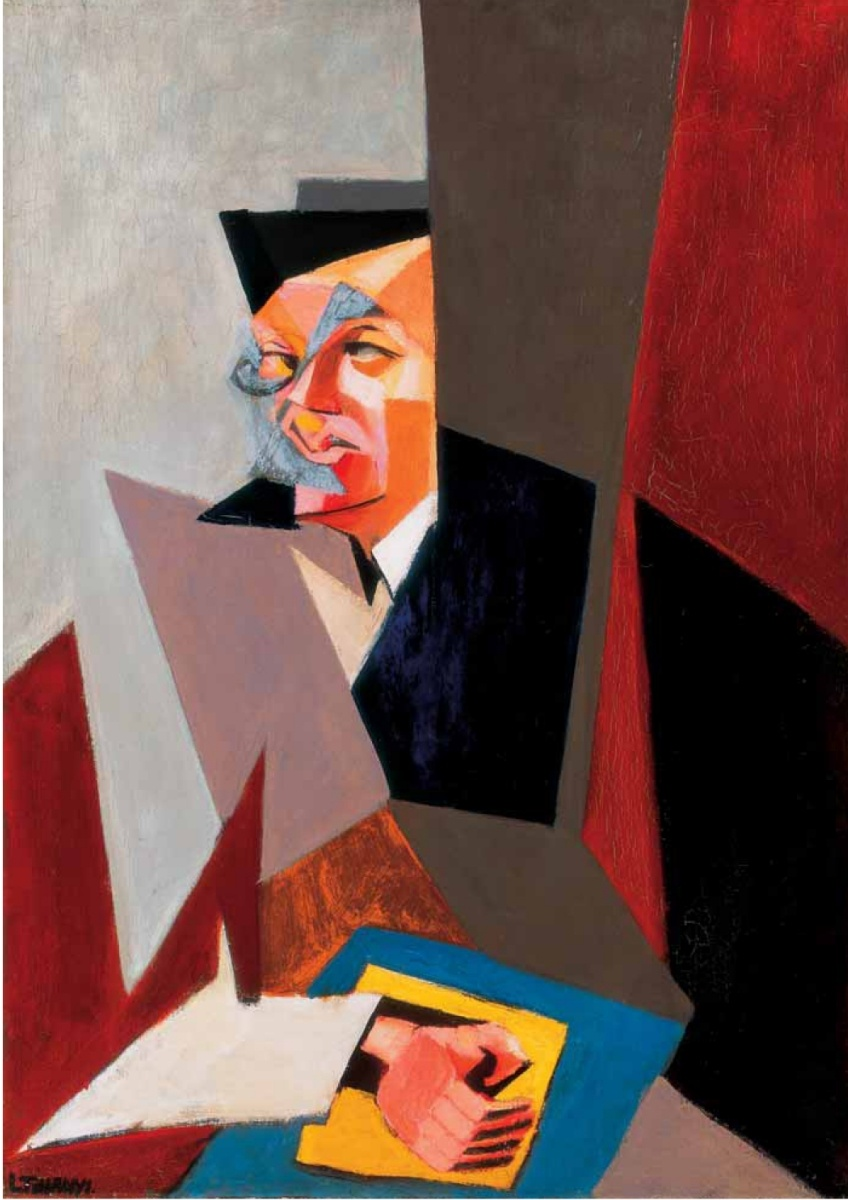
Tihanyi Lajos: Tristan Tzara arcképe (1926)

Periszkop – a romániai magyar avantgárd első magyar irodalmi és művészeti szemléje. 1925-ben négy, 1926-ban egy száma jelent meg Aradon Szántó György szerkesztésében. Budapesti szerkesztője Szélpál Árpád, csehszlovákiai szerkesztője Fábry Zoltán, Párizsból Tihanyi Lajos gyűjtötte számára a kéziratokat.

## Története

### Revü tartalom
A lap példaképéül a Querschnitt haladó szellemű igényes revü, valamint a Kassák Lajos szerkesztette bécsi Ma szolgált. Sajátos keveredése volt a művészi forradalmat hirdető folyóiratnak és az olvasmányos magazinnak, amely elsősorban abban különbözött a szokványos irodalmi-művészeti lapoktól, hogy igyekezett átfogni az élet minden területét. Oldalain helyet kapott a politika és a társadalom problematikája, külön oldalain sok fotót közölt az aktualitásoktól a sporteseményekig, filmszínésznők [portréitól a század műszaki gépcsodáiig. Mindez teret nyújtott az avantgárd művészetnek és irodalomnak, melynek hirdetője akart lenni. A köréje csoportosuló képzőművészek is mind avantgardisták: Schiller Géza, Pál István, Kóra-Korber Nándor.

### Képzőművészeti tartalom
A lapalapító szerkesztő, Szántó György érdeklődése is elsősorban képzőművészeti volt, a művészeti anyag minősége és mennyisége meghaladtaa az irodalmi részt. "A Periszkop elsősorban művészeti folyóirat volt, az irodalomnak másodrendű szerepet juttatott. [...] Sem előtte, sem utána erdélyi folyóirat nem tett ennyit a képi látásmód fejlesztéséért, a modern képzőművészet megismertetéséért. Bátran elmondhatjuk, hogy a Periszkop gazdag képanyagával, sok szempontú és színvonalas értekezéseivel változatosságában izgalmas képet adott a 20. század elejének képzőművészetéről" – írta Kovács János.
A Periszkop művészeti anyaga ugyanakkor művészetfelfogásában egyfajta folytonosságot mutat: nem tagadja az előzményeket, és betekintést enged elmúlt korok művészetébe is. Találkozunk a lap oldalain az ókorból származó művekkel, afrikai és kínai művészettel, a reneszánsz művészeivel, de ugyanakkor az új irányzatok legreprezentatívabb alkotóival is.
A képanyag megjelentetésében érvényesül a szerkesztő szempontja, jelezve azt, hogy tiszta stílusirányzatok csak elméletben léteznek, s bőséges teret nyújt a modern átmeneteket létrehozó posztimpresszionizmus, posztszimbolizmus képviselőinek is. Így jelen vannak a Periszkop-ban Vincent van Gogh, Gauguin, Toulouse-Lautrec, Pissaro, Renoir, Derain, Henri Rousseau, akik nem mondhatók avantgardistáknak, de nélkülük nem jöhettek volna létre az újabb irányzatok. Másrészt ezeknek a művészeknek a felvonultatásával igazolható az újabb törekvések jogosultsága is, melyeket a Periszkop-ban Picasso, Léger, Klee, Kokoschka, Brâncuși, Archipenko, Kandinszkij, Chagall művei szemléltetnek.
A Periszkop érdeme az is, hogy Erdélyben legelőször innen értesülhettek az olvasók a Bauhausról; Moholy-Nagy László tárgykonstrukcióival, fotóplasztikáival is ezen át ismerkedhettek meg. Jelen vannak számaiban műveikkel a magyar avantgárd legjobbjai is: Bortnyik Sándor, Kádár Béla, Nemes-Lampérth József, Tihanyi Lajos, Uitz Béla, Kmetty János és néhány erdélyi avantgardista is: Gallas Nándor, Kara Mihály, Kóra-Korber Nándor, Ferenczy Béni és Mund Hugó.
A képanyag hatását fokozták a művészeti tárgyú tanulmányok és cikkek (Guillaume Apollinaire: Henri Rousseau-ról, Arthur Korn: Analitikus és utópisztikus architektúra, Márkus B.: Theo van Doesburg, Németh Antal: A gép esztétikája, Perlrott-Csaba Vilmos: A Salon des Indépendents XXXI-ik kiállítása, Solomko Dimitrij: Az oroszok új színpada, Tamás Aladár: Az új román művészeti lehetőségek – a "Contimporanul", Uitz Béla: Foujita és Chagall). Ezek többnyire egy lépéssel előbb is jártak az illusztrációknál, és a konstruktivizmus szélsőséges vagy mérsékelt irányzataival foglalkoztak.

### Szépirodalmi tartalom
A Periszkop szépirodalmi közleményeiben az expresszionista világlátás és formanyelv az uralkodó, helyenként jelentkezett a szürrealizmus is. Szerepel a lapban Szélpál Árpád expresszionisztikus verseivel; az aktivisták új nemzedékének hazai képviselője, Becsky Andor; Dienes László prózaverssel, mely lírát visz be az aktivizmus tárgyszerű költészetébe; Déry Tibor dadaista, szürrealista hatásra valló versekkel; Illyés Gyula a francia szürrealisták modorában írott költeményével, valamint Mécs László és Ion Vinea.
A prózában is, akárcsak a költészetben, jelen van az expresszionizmus krisztianista szemlélete; ezt legjobban Faragó Sándor és Gallas Nándor prózája tükrözi. Sebesi Ernő és Szántó György novellái a realizmus hagyományos formájának a visszatérését éreztetik, mely az új avantgárd irányzatok stílusjegyeivel gazdagodott. Drámával Földes Sándor szerepelt (Gyermekvihar c. drámai kísérletével), Bortnyik Sándor pedig Zöld Szamár pantomim c. "mechanikus balettje" szövegkönyvével.
A kor jeles avantgardistái közül Apollinaire, Cendrars, Tristan Tzara, Jean Cocteau, Ivan Goll írásai tűntek fel Gáspár Endre, Illyés Gyula, Németh Andor, Szegi Pál, Tamás Aladár fordításában. Érdekesség, hogy a szerkesztő több irodalmi alkotást eredeti nyelven helyezett el a lapban (Apollinaire: Au nord au sud, Déry Tibor: Mama Russland, Neubauer Pál: Intervall, Vorfrühling c. verseit, Bontempelli: Ich in Afrika c. prózáját, Hans Liebstockel cikkét: Marinetti und Prampolini, Theo van Doesburg: Das Ende der Kunst).